# Оразгалиев, Бауржан Амангельдиевич
Бауржан Амангельдович Оразгалиев (каз. Бауыржан Амангелдіұлы Оразғалиев, р.28 февраля 1985) — казахстанский борец вольного стиля, призёр чемпионата Азии.

## Биография
Родился в 1985 году в Алма-Ате. В 2003 году выиграл кубок Азии и занял 9-е место на чемпионате мира. В 2004 году принял участие в Олимпийских играх в Афинах На чемпионате мира 2005 года занял 12-е место. В 2006 году стал бронзовым призёром чемпионата Азии. В 2008 году завоевал серебряную медаль престижного международного турнира им. Дана Колова и Николы Петрова (Болгария). В 2008 году принял участие в Олимпийских играх в Пекине